# 各年の朝鮮民主主義人民共和国の一覧

朝鮮民主主義人民共和国の国旗

各年の朝鮮民主主義人民共和国の一覧（かくねんのちょうせんみんしゅしゅぎじんみんきょうわこくのいちらん）は、朝鮮民主主義人民共和国の各年ごとの記事の一覧。
この一覧では朝鮮民主主義人民共和国の各年ごとの記事の他、各世紀と各年代、朝鮮民主主義人民共和国の各分野における各年ごとの記事についても取り扱う。

## 一覧

### 20世紀
- 1940年代
  - 1948年の朝鮮民主主義人民共和国（英語版） 1949年の朝鮮民主主義人民共和国（英語版）
- 1950年代
  - 1950年の朝鮮民主主義人民共和国（英語版） 1951年の朝鮮民主主義人民共和国（英語版） 1952年の朝鮮民主主義人民共和国（英語版） 1953年の朝鮮民主主義人民共和国（英語版） 1954年の朝鮮民主主義人民共和国（英語版）
  - 1955年の朝鮮民主主義人民共和国（英語版） 1956年の朝鮮民主主義人民共和国（英語版） 1957年の朝鮮民主主義人民共和国（英語版） 1958年の朝鮮民主主義人民共和国（英語版） 1959年の朝鮮民主主義人民共和国（英語版）
- 1960年代
  - 1960年の朝鮮民主主義人民共和国（英語版） 1961年の朝鮮民主主義人民共和国（英語版） 1962年の朝鮮民主主義人民共和国（英語版） 1963年の朝鮮民主主義人民共和国（英語版） 1964年の朝鮮民主主義人民共和国（英語版）
  - 1965年の朝鮮民主主義人民共和国（英語版） 1966年の朝鮮民主主義人民共和国（英語版） 1967年の朝鮮民主主義人民共和国（英語版） 1968年の朝鮮民主主義人民共和国（英語版） 1969年の朝鮮民主主義人民共和国（英語版）
- 1970年代
  - 1970年の朝鮮民主主義人民共和国（英語版） 1971年の朝鮮民主主義人民共和国（英語版） 1972年の朝鮮民主主義人民共和国（英語版） 1973年の朝鮮民主主義人民共和国（英語版） 1974年の朝鮮民主主義人民共和国（英語版）
  - 1975年の朝鮮民主主義人民共和国（英語版） 1976年の朝鮮民主主義人民共和国（英語版） 1977年の朝鮮民主主義人民共和国（英語版） 1978年の朝鮮民主主義人民共和国（英語版） 1979年の朝鮮民主主義人民共和国（英語版）
- 1980年代
  - 1980年の朝鮮民主主義人民共和国（英語版） 1981年の朝鮮民主主義人民共和国（英語版） 1982年の朝鮮民主主義人民共和国（英語版） 1983年の朝鮮民主主義人民共和国（英語版） 1984年の朝鮮民主主義人民共和国（英語版）
  - 1985年の朝鮮民主主義人民共和国（英語版） 1986年の朝鮮民主主義人民共和国（英語版） 1987年の朝鮮民主主義人民共和国（英語版） 1988年の朝鮮民主主義人民共和国（英語版） 1989年の朝鮮民主主義人民共和国（英語版）
- 1990年代
  - 1990年の朝鮮民主主義人民共和国（英語版） 1991年の朝鮮民主主義人民共和国（英語版） 1992年の朝鮮民主主義人民共和国（英語版） 1993年の朝鮮民主主義人民共和国（英語版） 1994年の朝鮮民主主義人民共和国（英語版）
  - 1995年の朝鮮民主主義人民共和国（英語版） 1996年の朝鮮民主主義人民共和国（英語版） 1997年の朝鮮民主主義人民共和国（英語版） 1998年の朝鮮民主主義人民共和国（英語版） 1999年の朝鮮民主主義人民共和国（英語版）
- 2000年代
  - 2000年の朝鮮民主主義人民共和国（英語版）

### 21世紀
- 2000年代
  - 2001年の朝鮮民主主義人民共和国（英語版） 2002年の朝鮮民主主義人民共和国（英語版） 2003年の朝鮮民主主義人民共和国（英語版） 2004年の朝鮮民主主義人民共和国（英語版）
  - 2005年の朝鮮民主主義人民共和国（英語版） 2006年の朝鮮民主主義人民共和国（英語版） 2007年の朝鮮民主主義人民共和国（英語版） 2008年の朝鮮民主主義人民共和国（英語版） 2009年
- 2010年代
  - 2010年の朝鮮民主主義人民共和国（英語版） 2011年の朝鮮民主主義人民共和国（英語版） 2012年の朝鮮民主主義人民共和国（英語版） 2013年の朝鮮民主主義人民共和国（英語版） 2014年の朝鮮民主主義人民共和国（英語版）
  - 2015年 2016年 2017年 2018年 2019年
- 2020年代 : 2020年 2021年 2022年 2023年 2024年 2025年 2026年 2027年 2028年 2029年
- 2030年代 : 2030年 2031年 2032年 2033年 2034年 2035年 2036年 2037年 2038年 2039年